# Stefan Huber (piłkarz)
Stefan Huber (ur. 14 czerwca 1966) – szwajcarski piłkarz występujący na pozycji bramkarza.

## Kariera klubowa
Huber karierę rozpoczynał w 1984 roku w pierwszoligowym klubie Grasshopper Club. W 1988 roku zdobył z nim Puchar Szwajcarii. W tym samym roku odszedł do innego pierwszoligowego zespołu, Lausanne Sports. W 1990 roku wywalczył z nim wicemistrzostwo Szwajcarii. W 1993 roku przeszedł do FC Basel, także występującego w ekstraklasie. Przez 6 lat w jego barwach rozegrał 185 spotkań.
W 1999 roku Huber wrócił do Grasshoppers Zurych, nadal grającego w ekstraklasie. W 2001 roku zdobył z nim mistrzostwo Szwajcarii, a w 2002 roku zakończył karierę.

## Kariera reprezentacyjna
W reprezentacji Szwajcarii Huber zadebiutował 1 lutego 1991 roku w wygranym 1:0 towarzyskim meczu ze Stanami Zjednoczonymi. W latach 1991–1999 w drużynie narodowej rozegrał 16 spotkań.